# Cargedolo
Cargedolo (Cargè in dialetto frignanese) è una piccola borgata di case in sasso dell'appennino modenese sulle sponde del fiume Dragone nel comune di Frassinoro, provincia di Modena. È situato 70 km a Sud di Modena sulla strada provinciale SP486 denominata (Delle Radici) che collega Montefiorino (800 m s.l.m.) al valico del Passo delle Radici (1.529 m s.l.m.)

## Distanze Limitrofe
Frassinoro (5,8 km), Cà Giacobbe (1,4 km), Cà Vecchia (0,6 km), Cà Abbadina (3,0 km), Lagaccio (3,6 km), Spervara (2 km), Sassatella (5,5 km), Riccovolto (3 km), Montefiorino (13,3 km), Piandelagotti (11,1 km), Passo delle Radici (18,5 km).

## La Storia
Cargedolo (Carezentulum) Compare per la prima volta come “Villa di Riccovolto” (Villa Archivolti) nel giuramento di fedeltà prestato dagli uomini delle terre della badia al comune di Modena nel 1173 sottoscritto appunto anche da venti uomini di “Carzentula”.
Dal giuramento del 1200 si desume che staccatasi da Riccovolto era tra i comuni della badia; Riccovolto e Cargedolo si riuniranno di nuovo in un unico comune il 29 aprile 1306 comprendendo il primo solo sette fumanti e nove il secondo.
Soggetta in seguito ai Montecuccoli divenne dominio diretto degli Estensi nel 1429.

## La chiesa
La chiesa e intitolata a San Lorenzo Martire, faceva parte della pieve di Rubbiano, doveva trovarsi molto più in basso del paese attuale dalla parte del Rio del Polo fu distrutta due volte da movimenti franosi.
Nel 1759 un oratorio privato, (del 1681) dopo ampliamenti venne eretta a parrocchia di Cargedolo, il portale datato 1685 reca uno stemma con leone rampante ed aquila. Ristrutturata più volte Cargedolo conserva un buon numero di particolari decorativi ed architettonici di un certo interesse.
Nel borgo si notano due a portali a tutto sesto ascrivibili al XVI o XVII secolo con stemmi, un portale a mensole convesse, una finestra con alto architrave modanato di tipo rinascimentale un portale architravato di notevoli dimensioni datato 1682 e finestre ad incisioni parallele, una finestrella tamponata con rosette a sei punte scolpite sull'architrave.
Sul torrente dragone vicino ad un comprensorio di case denominato Mulino di Silvestro è presente un ponte in pietra ad una sola arcata.

## Associazione Culturale San Lorenzo
Il giorno 24 luglio dell'anno 2009 viene istituita L'Associazione Culturale San Lorenzo - Cargedolo, composta da 12 membri; ente non commerciale senza fini di lucro, apolitica, apartitica. Viene istituito il primo Consiglio Direttivo (con mandato triennale), formato da 9 membri(Presidente, Vicepresidente, Segretario, 2 Cassieri e 4 Consiglieri).

## La Festività
Il 10 agosto si festeggia il patrono San Lorenzo Martire con una processione e vespri con il Santo portato a braccia per le vie del paese; di notevole importanza per tutta la vallata la sagra organizzata dalla locale Associazione Culturale San Lorenzo Cargedolo.